# Đại úy (Hoa Kỳ)
Trong Lục quân Hoa Kỳ (USA), Thủy quân lục chiến Hoa Kỳ (USMC), Lực lượng Không quân Hoa Kỳ (USAF) và Lực lượng Vũ trụ Hoa Kỳ (USSF), Đại úy (viết tắt "CPT" ở Hoa Kỳ và "Capt" trong USMC, USAF, và USSF) là cấp bậc sĩ quan, với mức lương là O-3). Nó xếp trên trung úy và dưới thiếu tá. Nó tương đương với cấp bậc trung úy trong hệ thống cấp bậc sĩ quan Hải quân / Cảnh sát biển. Cấp hiệu bao gồm hai thanh màu bạc, có sự khác biệt giữa phiên bản Lục quân /Không quân và phiên bản Thủy quân lục chiến.

## Lịch sử
Quân đội Hoa Kỳ kế thừa cấp bậc đại úy từ các tổ chức tiền thân của Quân đội Anh. Trong Quân đội Anh, đại úy được chỉ định là cấp bậc cho sĩ quan chỉ huy của các đại đội bộ binh, pháo binh và kỵ binh, được coi là các đơn vị cấp tương đương. Các đại úy cũng từng là sĩ quan tham mưu trong sở chỉ huy trung đoàn và lữ đoàn và là phụ tá cho các lữ đoàn và sĩ quan chung. Các tiểu đoàn Thủy quân lục chiến Anh cũng sử dụng đại úy làm cấp bậc phù hợp trong các đại đội Thủy quân lục chiến cấu thành của họ. Do đó, lực lượng dân quân thuộc địa Mỹ và các đơn vị Chính quy cấp tỉnh (ví dụ, Trung đoàn Virginia thứ nhất và thứ hai), cũng như Thủy quân lục chiến thuộc địa, phản ánh tổ chức và cơ cấu cấp bậc của Quân đội và Thủy quân lục chiến Anh.
Vào ngày 23 tháng 7 năm 1775, Tướng Washington ra lệnh rằng các đại úy sẽ đội một nút thắt màu vàng trên mũ như là cấp hiệu của họ. Năm 1779, cấp hiệu cho các đại úy được đổi thành một chiếc cầu vai. Các đại úy bộ binh đeo cầu vai bạc trong khi tất cả các đại úy khác đeo cầu vai vàng. Cả sĩ quan và hạ sĩ quan cấp đại đội đều bắt đầu đeo phù hiệu vào năm 1821. Đại úy đeo một chiếc phù hiệu duy nhất, hướng lên trên, phía trên khuỷu tay trên mỗi ống tay áo và một lần nữa, màu bạc được sử dụng cho các đại úy bộ binh và màu vàng cho các đại úy khác. Vào năm 1832, các sĩ quan cấp đại đội không còn đeo phù hiệu và chuyển sang sử dụng hệ thống các loại cầu vai. Các đại úy đeo một cầu vai trên mỗi vai, nhưng nhỏ hơn và ít công phu hơn các phiên bản của sĩ quan cấp cao. Năm 1836, các đại úy bắt đầu đeo phù hiệu hai vạch (vàng cho đại úy bộ binh và bạc cho các đại úy còn lại). Cuối cùng, vào năm 1872, tất cả các đại úy, không phân biệt binh chủng, bắt đầu đeo hai thanh bạc.

## Mô tả

### Các chỉ huy đại đội
Một đại úy trong quân đội thường phục vụ như một sĩ quan tham mưu tiểu đoàn / phi đội (kỵ binh) hoặc lữ đoàn và có thể chỉ huy một đại đội / khẩu đội ( pháo binh dã chiến và phòng không) / đội quân (kỵ binh). Khi được trao một lệnh như vậy, họ mang chức danh là chỉ huy. Biệt đội Hoạt động Alpha của Lực lượng Đặc biệt Hoa Kỳ (12 thành viên) cũng được chỉ huy bởi một đội trưởng, người có chức danh "chỉ huy biệt đội."
Đại úy thủy quân thường là sĩ quan tham mưu trong các tiểu đoàn / phi đội (hàng không), trung đoàn / đội bay (MAG hoặc MACG), hoặc trong MAGTF (MEU và MEB) và có thể chỉ huy các đại đội, khẩu đội (pháo binh và phòng không) hoặc các loại biệt đội, với chức danh sĩ quan chỉ huy. Trong Trung đoàn Biệt kích Thủy quân lục chiến, một đại úy, với chức danh "trưởng nhóm," chỉ huy một Đội Hoạt động Đặc biệt Thủy quân lục chiến gồm 14 người. đại úy thủy quân lục chiến cũng đóng vai trò là sĩ quan điều hành (tức là chỉ huy thứ hai) của các đại đội vũ khí cấp tiểu đoàn bộ binh và một số đơn vị hỗ trợ hàng không và hậu cần chiến đấu lớn hơn khác. Các cơ trưởng Hàng không biển thường xuyên đóng vai trò chỉ huy phi vụ máy bay và hàng không, trưởng bộ phận và bộ phận máy bay, sĩ quan bộ phận bảo trì hàng không và là sĩ quan phụ trách của nhiều bộ phận chức năng và nhân viên hỗ trợ hàng không và hậu cần chiến đấu.
Quyền hạn của cơ trưởng Không quân khác nhau tùy theo sự phân công của nhóm. Trong một nhóm, cơ trưởng cấp cao có thể là chỉ huy chuyến bay trong khi nhiều cơ trưởng cấp thấp hơn có thể là trưởng bộ phận. Trong các nhóm bảo trì hoặc hậu cần và hỗ trợ nhiệm vụ, họ gần như luôn chỉ huy chuyến bay. Trong nhóm y tế, đại úy thường có trách nhiệm quản lý và chỉ huy hạn chế hơn vì đại úy thường là cấp bậc đầu vào đối với hầu hết các sĩ quan y tế và sĩ quan nha khoa.

### Sĩ quan nhân viên
Các đại úy của cả ba đơn vị thường làm người hướng dẫn tại các trường phục vụ và trung tâm huấn luyện chiến đấu, phụ tá cho các sĩ quan cấp tướng, liên lạc và trao đổi sĩ quan sang các đơn vị, dịch vụ và quân đội nước ngoài, tuyển dụng sĩ quan, sinh viên nâng cao và sau đại học trong các cơ sở Giáo dục Quân sự Chuyên nghiệp và các trường đại học dân sự, và về các loại nhiệm vụ đặc biệt khác nhau.

### Các ngành chuyên môn
Trong các đơn vị y tế của Quân đội và Không quân, đại úy là cấp bậc đầu vào dành cho những người có bằng y khoa hoặc bằng tiến sĩ trong ngành chăm sóc sức khỏe. Các nghề chăm sóc sức khỏe khác bao gồm y tá gây mê, dược sĩ, bác sĩ nhãn khoa, bác sĩ thú y, trợ lý bác sĩ và nha sĩ, trong khi những người khác có thể bắt đầu với tư cách là trung úy
Trong Quân đội và Thẩm phán Quân đội và Không quân , các luật sư có bằng Tiến sĩ luật và thành viên trong tòa án của ít nhất một tiểu bang hoặc vùng lãnh thổ của Hoa Kỳ sẽ được bổ nhiệm làm đại úy, hoặc thiếu úy sau khi hoàn thành khóa đào tạo đầu vào..